# Le Gang des dobermans
Série Le Gang des dobermans
The Daring Dobermans (en)
(1973)
Pour plus de détails, voir Fiche technique et Distribution.
Le Gang des dobermans (titre original : The Doberman Gang) est un film américain réalisé par Byron Chudnow, sorti en 1972.
Le film est surtout connu comme la première musique de film d'Alan Silvestri.

## Synopsis
Trois voleurs de banque, Eddie, Jojo et Sammy, planifient ce qu'ils pensent être un braquage de banque parfait. En sortant de la banque, l'un d'eux jette l'argent dans le coffre de ce qui ressemble à leur voiture mais est juste identique. Découragé, le chef de l'équipe, Eddie, pense que le facteur humain est ce qui ne va pas avec ses plans et que ce dont il a besoin, ce sont des robots, quelque chose qu'il peut contrôler et qui suivra exactement les ordres. Les trois compères se séparent. Eddie doit proposer son prochain plan. Il trouve son inspiration en regardant des dobermanns chasser deux hommes qui poursuivent des garçons qui essayaient de voler un dépotoir. Il se fait passer pour un journaliste écrivant un article sur des chiens militaires dressés et il convainc un maître-chien de l'armée de l'air nommé Barney de travailler avec lui dans une entreprise de dressage de chiens. Dans le même temps, Eddie renoue avec Jojo et Sammy pour élaborer un plan visant à voler une masse salariale à une banque, notamment en construisant une réplique de la banque.
Lorsque Barney est renvoyé de l'armée de l'air, il vient travailler avec Eddie et est surpris quand Eddie a des dobermans au lieu de bergers allemands, des chiens avec qui Barney est habitué à s'entraîner. Barney, ignorant qu'Eddie prévoit d'utiliser les chiens dans son cambriolage, accepte à contrecœur d'entraîner les six dobermans, auxquels Eddie attribue les noms de braqueurs de banque célèbres (Dillinger, Bonnie, Clyde, Pretty Boy Floyd, Baby Face Nelson et Ma Barker). Ils sont accompagnés d'un bouledogue qu'Eddie nomme J. Edgar. Alors que Barney entraîne les chiens, il devient méfiant et découvre par lui-même le complot de vol de banque. Barney confronte Eddie, qui lui répond qu'il est libre de partir et de ne pas s'inquiéter pour les chiens. Eddie révèle que si Barney part, il tuera les chiens. Barney est également devenu proche de la petite amie d'Eddie, June, elle convainc Barney de rester et de terminer le travail. Eddie décrit les détails du plan à Barney, qui, en cas de succès, rapportera à l'équipe 600 000 $ si tous les chiens reviennent avec succès. Pour sa part, Barney veut d'abord la moitié de la prise, mais il accepte une part d'un quart après avoir été convaincu par Sammy. June est exclue de l'arrangement, mais elle obtient la promesse d'Eddie de recevoir 15 000 $ sur sa part. June se rend compte qu'Eddie la néglige, elle et Barney se rapprochent de plus en plus dans le dos d'Eddie.
Le jour du vol de la banque, les six chiens font exactement ce pour quoi ils sont entraînés et entrent dans la banque un par un, se couchant et attendant l'ordre de commencer le vol. Dillinger est le dernier à entrer et porte la note donnant les instructions aux guichetiers. Juste avant qu'il ne soit censé souffler dans les sifflets à chien correspondant à chaque chien, Barney a des doutes et quitte le poste de commandement de l'autre côté de la rue. Eddie et June doivent terminer l'opération et souffler dans les sifflets. Alors que Sammy et Jojo retournent au ranch d'entraînement, saupoudrant la terre du ranch le long de la route, June reprend là où Barney s'était arrêté. L'opération se déroule exactement comme prévu, et les chiens récupèrent l'argent et rentrent chez eux. L'un des dobermans est heurté par une voiture, un autre récupère la sacoche de ce chien et continue son chemin. Un autre chien est distrait par un caniche dans un jardin et s'arrête pour se lier d'amitié avec lui. Eddie retrouve Sammy et Jojo au ranch, mais June se rend à un endroit différent et siffle à nouveau, donnant l'ordre aux chiens d'attaquer les voleurs de la banque. Elle siffle à nouveau, les chiens récupèrent les sacs d'argent et courent vers l'emplacement de June, où elle espère récupérer l'argent, mais les chiens ne se laissent pas faire. Elle les siffle à nouveau, mais J. Edgar prend les sifflets et s'enfuit, les dobermans le suivent. June court après les chiens mais ne peut pas les attraper. Sous les yeux de June, J. Edgar et les cinq dobermans restants courent dans une vallée en portant les sacs d'argent.

## Fiche technique
- Titre : Le Gang des dobermans
- Titre original : The Doberman Gang
- Réalisation : Byron Chudnow
- Scénario : Louis Garfinkle, Frank Ray Perilli (en)
- Musique : Bradford Craig, Alan Silvestri
- Direction artistique : Bud Costello
- Costumes : Terri Bond
- Photographie : Robert Caramico
- Son : Tony Garber, Evelyn Rutledge
- Montage : Herman Freedman
- Production : David Chudnow
- Société de production : Rosamund Productions Inc.
- Société de distribution : Dimension Pictures
- Pays de production :  États-Unis
- Langue : Anglais
- Format : Couleur - 1,37:1 - mono - 35 mm
- Genre : Comédie d'action
- Durée : 87 minutes
- Dates de sortie :
  - États-Unis : 26 mai 1972.
  - Royaume-Uni : 25 juillet 1974.
  - France : 25 septembre 1974[1].

## Distribution
- Byron Mabe : Eddie Newton
- Hal Reed : Barney Greer
- Julie Parrish : June
- JoJo D'Amore : Jojo
- Simmy Bow : Sammy
- John Tull : le propriétaire de l'animalerie
- Jay Paxton : le directeur de la banque

## Production
L'association American Humane (en) accorde pour la première fois en 1972 la certification « No animals were harmed » au film Le Gang des dobermans.

## Suites et remakes
Le Gang des dobermans est l'objet de trois suites : The Daring Dobermans (en) (1973), Les Dobermans reviennent (en) (1976) et Alex and the Doberman Gang (1980).
Les deux premiers films sont édités sur des disques DVD-R fabriqués à la demande dans le cadre de la Warner Archive Collection à partir d'impressions de sortie de son optique 35 mm en 2010, tandis que la cassette vidéo originale épuisée de 1986 de CBS/Fox Video (en) sert pour des éléments de bande sonore magnétique de qualité supérieure de Lorimar Productions.
En 2003, on affirme que les producteurs Dean Devlin et Charles Segars (en) ont obtenu les droits du film dans l'espoir de créer un remake, Byron Chudnow agissant en tant que producteur exécutif. En octobre 2010, on annonce que le producteur Darren Reagan de 11eleven Entertainment, avec Cesar Millan, développe le remake.